# دلوود (مینه‌سوتا)
دلوود، مینه‌سوتا (به انگلیسی: Dellwood, Minnesota) یک شهر در ایالات متحده آمریکا است که در مینه‌سوتا واقع شده‌است.

## خصوصیات
دلوود ۷٫۲۸ کیلومترمربع مساحت و ۱٬۰۶۳ نفر جمعیت دارد و ۲۸۷ متر بالاتر از سطح دریا واقع شده‌است.